# 布利澤德高地
84°37′S 163°53′E / 84.617°S 163.883°E
布利澤德高地（Blizzard Heights），是南極洲的高地，位於沙克爾頓海岸，處於布利澤德峰西北面4公里，長2海里，海拔高度550米，由俄亥俄州立大學命名，現時由南極條約體系管理。